# Arrapa

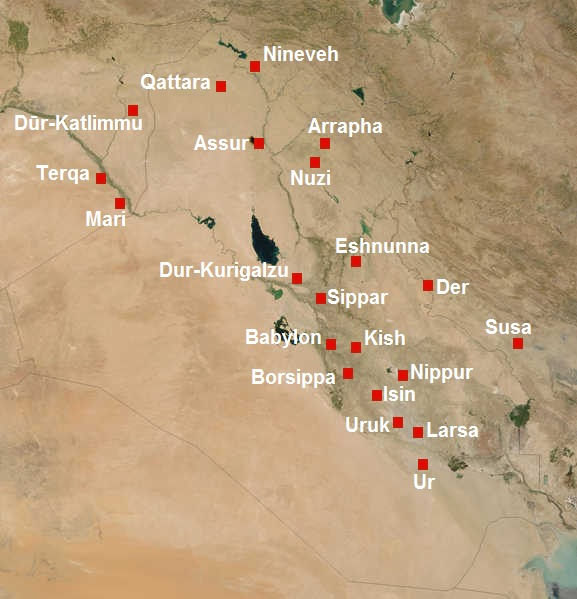
Arrapa e outras cidades da Mesopotâmia no segundo milênio a.C.

Arrapa (em acádio: Arrapḫa; em árabe: أررابخا ,عرفة) foi uma cidade antiga no que hoje é o nordeste do Iraque, no local da moderna cidade de Quircuque.

## História
O primeiro registro escrito de Arrapa é atestado do Império Neosumério (século XXII a XXI a.C.). Arrapa fazia parte do Império Acádio de Sargão da Acádia, e a cidade foi exposta aos ataques dos lulúbios durante o reinado de Narã-Sim.
A cidade foi ocupada por volta de 2 150 a.C. pelos gútios. Arrapa foi a capital do breve reino Guti (Gutium) antes de ser destruído e os gútios expulsos da Mesopotâmia por volta de 2 090 a.C. Arrapa tornou-se parte do Império Assírio Antigo (c. 2025–1 750 a.C.) antes de Hamurábi sujeitar brevemente a Assíria ao Império Paleobabilônico, após o qual novamente tornou-se parte do Assíria.
Durante os séculos XV e XIV a.C., foi uma cidade amplamente hurrita, a capital do pequeno reino hurrita de Arrapa, situada ao longo da extremidade sudeste da área sob domínio Mitani, até que foi totalmente incorporado à Assíria durante o Médio Império Assírio (1365–1 050 a.C.) depois que os assírios derrubaram o império de Mitani.
A cidade alcançou grande destaque nos séculos XI e X como parte da Assíria. Em 615 a.C., vendo os assírios ocupados com os babilônios e violentas rebeliões entre si, o rei meda Ciaxares invadiu com sucesso Arrapa, que foi uma das últimas fortalezas do Império Neoassírio. A região mais tarde tornou-se parte da província governada pelos persas de Atura (Assíria aquemênida).
Entre meados do século II a.C. e meados do século III d.C., durante o Império Parta e no início do Império Sassânida, o local era a capital de um pequeno reino assírio chamado Garameia, além de um breve interregno no início do século II d.C., quando tornou-se parte da província romana da Assíria. Os sassânidas conquistaram a colcha de retalhos de estados assírios independentes entre meados e o final do século III d.C., e Arrapa foi incorporado ao Assuristão governado por sassânidas até a conquista árabe islâmica em meados do século VII d.C., quando o Assuristão foi dissolvido e Arrapa acabou se tornando Quircuque.
Arrapa ainda não foi escavada, devido à sua localização sob a moderna Quircuque.